# 장구밤나무
장구밤나무(Grewia parviflora, syn. Grewia biloba var. parviflora)는 황해도 이남, 주로 서해의 바닷가 산기슭 양지에 흔히 나는 낙엽교목으로 2m 정도이다. 작은가지에 털이 많다. 잎은 어긋나며 난형, 또는 마름모꼴 난형으로 끝이 뾰족하고, 3개의 큰 맥은 뚜렷하다. 가장자리에 불규칙한 겹톱니가 있고, 표면은 거칠다. 뒷면에 별 모양의 털이 있으며, 잎자루는 길이 3-15mm, 잎자루 밑이 퉁퉁하고, 별 모양의 털이 있다. 꽃은 5수성의 양성화고 연한 노란색이며 취산꽃차례로 또는 산형꽃차례로 5-8송이씩 달린다. 꽃받침은 피침형, 겉에 별 모양의 털이 있고, 꽃잎의 길이는 3mm이다. 열매는 둥근 모양, 노란색, 황적색이다.